# E. Jean Carroll
Elizabeth Jean Carroll (Detroit, 12 dicembre 1943) è una giornalista, scrittrice e opinionista statunitense.

## Biografia
Elizabeth Jean Carroll è nata il 12 dicembre 1943, a Detroit, Michigan. Suo padre, Thomas F. Carroll Jr., era un inventore, e sua madre, Betty (nata McKinney) Carroll, era una politica repubblicana nella contea di Allen, Indiana.
La sua rubrica "Ask E. Jean" sulla rivista Elle (1993-2019) è una delle rubriche di consigli più longeve dell'editoria americana.

## E. Jean Carroll v. Donald J. Trump
Nel suo libro del 2019, What Do We Need Men For?: A Modest Proposal, Carroll ha accusato l'amministratore delegato della CBS Les Moonves e Donald Trump di averla aggredita sessualmente a metà degli anni '90. Sia Moonves che Trump hanno negato le accuse. Carroll ha citato in giudizio Trump presso la Corte Distrettuale degli Stati Uniti per il Distretto Sud di New York (originariamente depositata presso la Corte Suprema di New York) per diffamazione e percosse. Il 9 maggio 2023, una giuria ha ritenuto Trump responsabile di diffamazione e abusi sessuali nei confronti di Carroll e le ha assegnato 5 milioni di dollari di danni. Il 26 gennaio 2024, una giuria ha ritenuto Trump responsabile di diffamazione nei confronti della Carroll per le sue dichiarazioni dopo il primo verdetto e le ha assegnato un risarcimento aggiuntivo di 83,3 milioni di dollari. Trump ha presentato ricorso contro il verdetto e ha versato una cauzione di 91,6 milioni di dollari.

## Pubblicazioni
- (EN) Female Difficulties: Sorority Sisters, Rodeo Queens, Frigid Women, Smut Stars, and Other Modern Girls, Bantam Books, 1985, ISBN 978-0-553-05088-2.
- (EN) Hunter: The Strange and Savage Life of Hunter S. Thompson, Dutton, 1993, ISBN 978-0-525-93568-1.
- (EN) A Dog in Heat Is a Hot Dog and Other Rules to Live, Simon and Schuster, 1996, ISBN 978-0-671-56814-6.
- (EN) Mr. Right, Right Now!: How a Smart Woman Can Land Her Dream Man in 6 Weeks, HarperCollins, 2004, ISBN 978-0-06-053028-0.
- (EN) What Do We Need Men For?: A Modest Proposal, St. Martin's Press, 2019, ISBN 978-1-250-21544-4.